# Gobelin Person
Gobelin Person (auch Gobelinus Person; * 1358 in Paderborn oder der unmittelbaren Umgebung; † 17. November 1421 in Böddeken bei Paderborn) war ein bedeutender Historiker und Kirchenreformer aus dem Hochstift Paderborn.
Sein Hauptwerk, der im Juni 1418 vollendete Cosmidromius („Weltenlauf“) ist eines der bedeutendsten Geschichtswerke des 15. Jahrhunderts.

## Leben
Gobelin Person wurde 1358 in Paderborn oder der unmittelbaren Umgebung geboren. Über seine Kindheit und Jugend ist nichts Näheres bekannt.
Im Alter von 25 Jahren befand er sich in Italien, um an der Apostolischen Kammer, der Finanzverwaltung der päpstlichen Kurie, tätig zu werden. 1383 beteiligte er sich am Zuge Papst Urban VI. nach Neapel gegen den dortigen König Karl und hielt sich 1384 zusammen mit Urban VI. in Lucera auf. Zusammen mit Petrus de Lupis, dem päpstlichen Thesaurar und Propst von Genua, reiste er 1385 nach Benevent und fuhr 1385/1386 mit dem Papst weiter um die Südspitze Italiens herum durch die Straße von Messina nach Genua. Dort erhielt er am 21. April 1386 zusammen mit 71 weiteren Kandidaten die Priesterweihe. Im selben Jahre kehrte er nach Paderborn zurück, wo er zunächst weiterhin für die Apostolische Kammer tätig blieb.

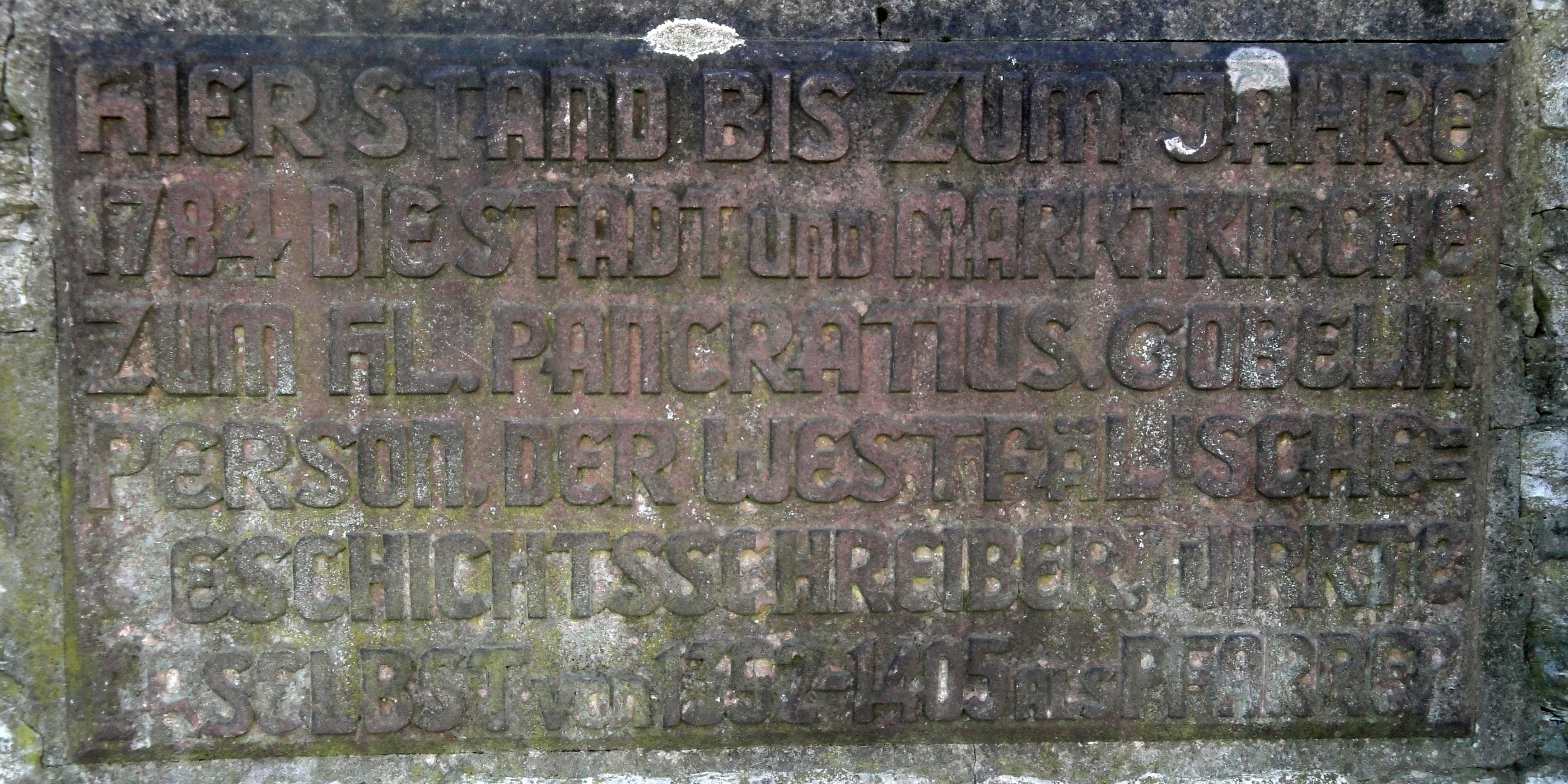
Gedenktafel für die Marktkirche St. Pankratius und Gobelin Person in Paderborn

Von 1389 bis 1408 war er Rektor an der Dreifaltigkeitskapelle im Paderborner Dom und von 1390 bis 1410 Pfarrer an der Paderborner Marktkirche St. Pankratius. Die Dreifaltigkeitskapelle befand sich zu dieser Zeit in einem schlechten baulichen Zustand und Gobelin Person erwarb sich Verdienste um ihre Wiederherstellung und Renovierung.
Viel bedeutender aber ist die von ihm 1408/09 erfolgreich durchgeführte Reform des Klosters Böddeken. Das vom heiligen Meinolf bald nach der Translation der Reliquien des Heiligen Liborius 836 von Le Mans nach Paderborn südlich Paderborns gegründete Kanonissenstift lag Ende des 14. Jahrhunderts völlig darnieder. Im Auftrag und mit Unterstützung Wilhelm von Bergs, Elekt des Hochstifts Paderborn, übertrug er das Stift Augustinerchorherren aus dem niederländischen Zwolle.
In der Zeit von 1409 bis 1411 befand er sich im Streit mit den Benediktinermönchen des Paderborner Abdinghofklosters. 1410 reiste Person nach Rom und besuchte dort das Grab von Urban VI. In den Jahren 1411 bis 1418/21 war er zunächst Kanonikus und später Dekan am Marienstift in der Bielefelder Neustadt, dort reformierte er die Statuten. 1417 stellte er sein Musiktraktat fertig und am 1. Juni 1418 die zuvor 1406 vorläufig abgeschlossene Universalchronik Cosmidromius. Letzteres Werk ist in sechs Zeitalter gegliedert. Für die Schilderung der älteren Geschichte verwendete er ältere Quellen, von den manche wie die Annales Patherbrunnenses heute verloren sind. Die Zeitgeschichte erzählte er aber laut seinen Angaben nach Augenzeugenberichten und aus eigener Anschauung. Vor allem dieser letzte, eigenständige Teil seiner Weltgeschichte ist daher historisch wertvoll und liefert reichhaltige Nachrichten teils über sein westfälisches Heimatland, teils über die damaligen kirchlichen Verhältnisse. Er übte in dem Werk auch Kritik an den zu seiner Zeit herrschenden Zuständen. Am 15. Januar 1421 errichtete er sein Testament in Böddeken, wo er am 17. November 1421 starb und wo er auch begraben wurde.

## Werke
- „Vita Sancti Meinulfi“ (Lebensbeschreibung des Heiligen Meinolf), um 1415/1420
- „Tractatus musicae scientiae“, 1417
- „Cosmidromius, hoc est Chronicon universale complectens re ecclesiae et reipublicae“, 1418